# Stenalcidia piperacea
Stenalcidia piperacea là một loài bướm đêm trong họ Geometridae.